# Haringvliet (Rotterdam)
Pour les articles homonymes, voir Haringvliet.
Le Haringvliet (en français, port ou darse des Harengs) est une darse du port de Rotterdam.

## Géographie
C'est un bassin de l'Oude Haven. il se prolonge après le Maasboulevard (boulevard de la Meuse) le long du Boerengat.
Le Havenziekenhuis (nl), hôpital fondé en 1927 pour soigner les marins et spécialisé en médecine tropicale, devenu depuis la Havenpolikliniek Rotterdam (policlinique du port de Rotterdam) et la Witte Huis sont situés à proximité.
La rue Spaansekade forme un angle avec l’extrémité nord-ouest du Haringvliet. À cet angle a longtemps existé l'ancienne maison du marquis espagnol, Ambrogio Spinola. Cette maison a ensuite abrité la maison Spinola (Huis Spinola), ancienne maison de l'officier espagnol Spinola, qui a ensuite longtemps abrité une boulangerie. Le Spaanjardbrug sépare l'Oude Haven et le Haringvliet.

## Galerie

Haringvliet
Le Haringvliet est le bassin en forme d'ellipse (1690)
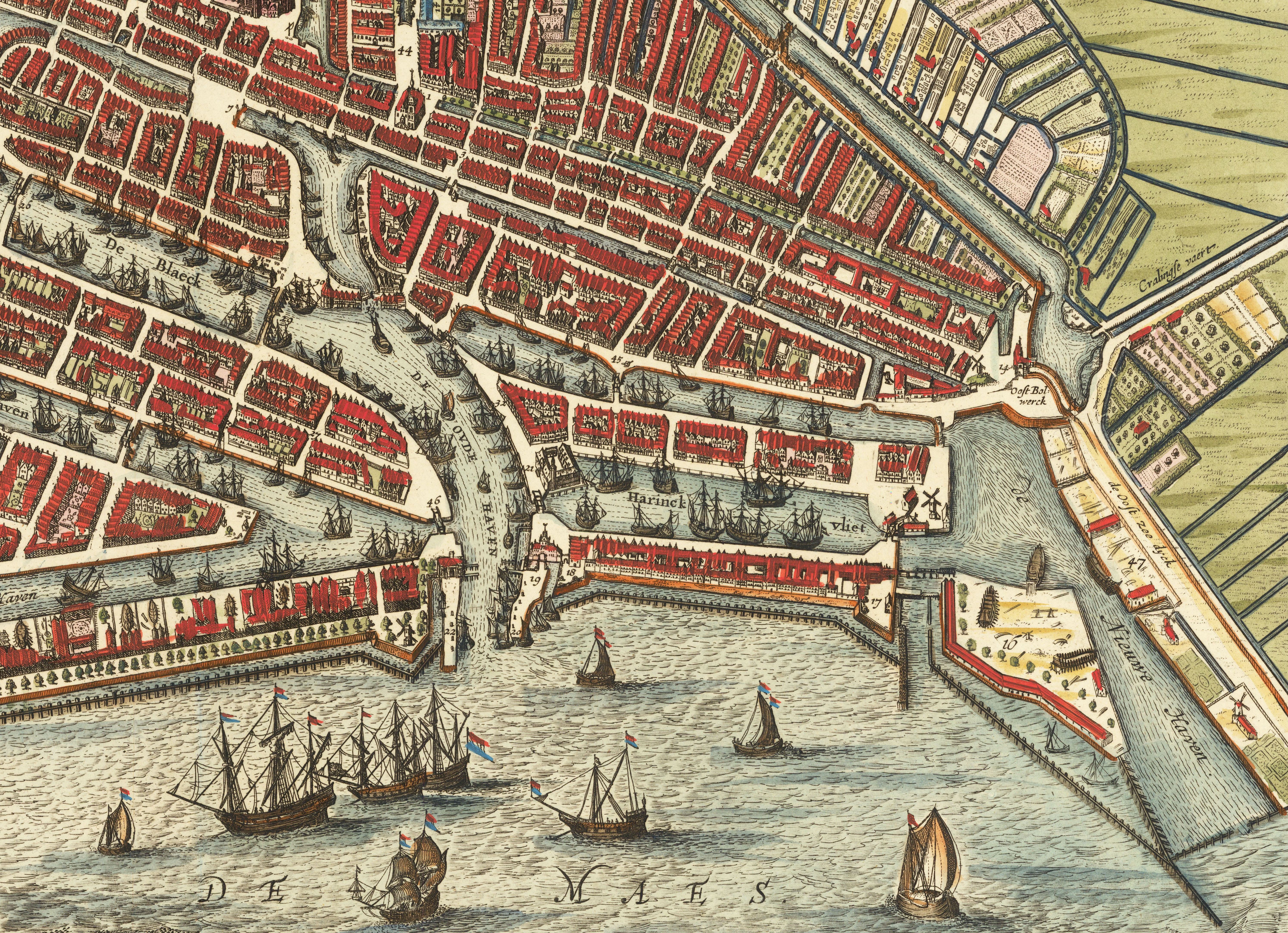
Le Haringvliet
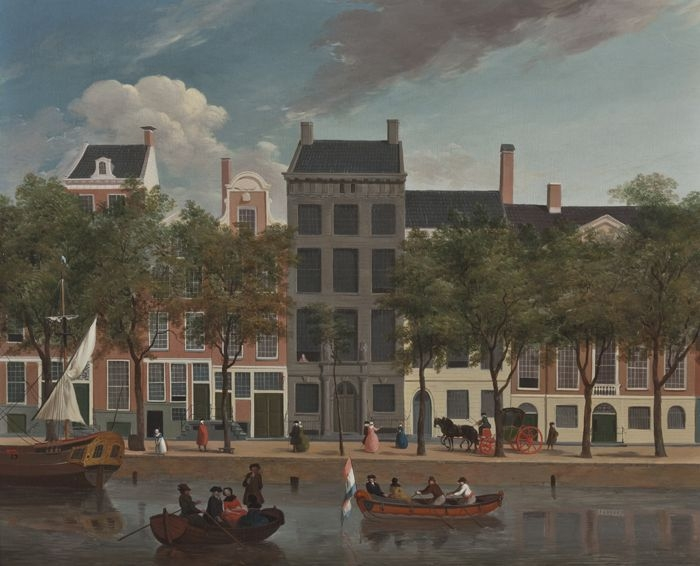
vers 1755
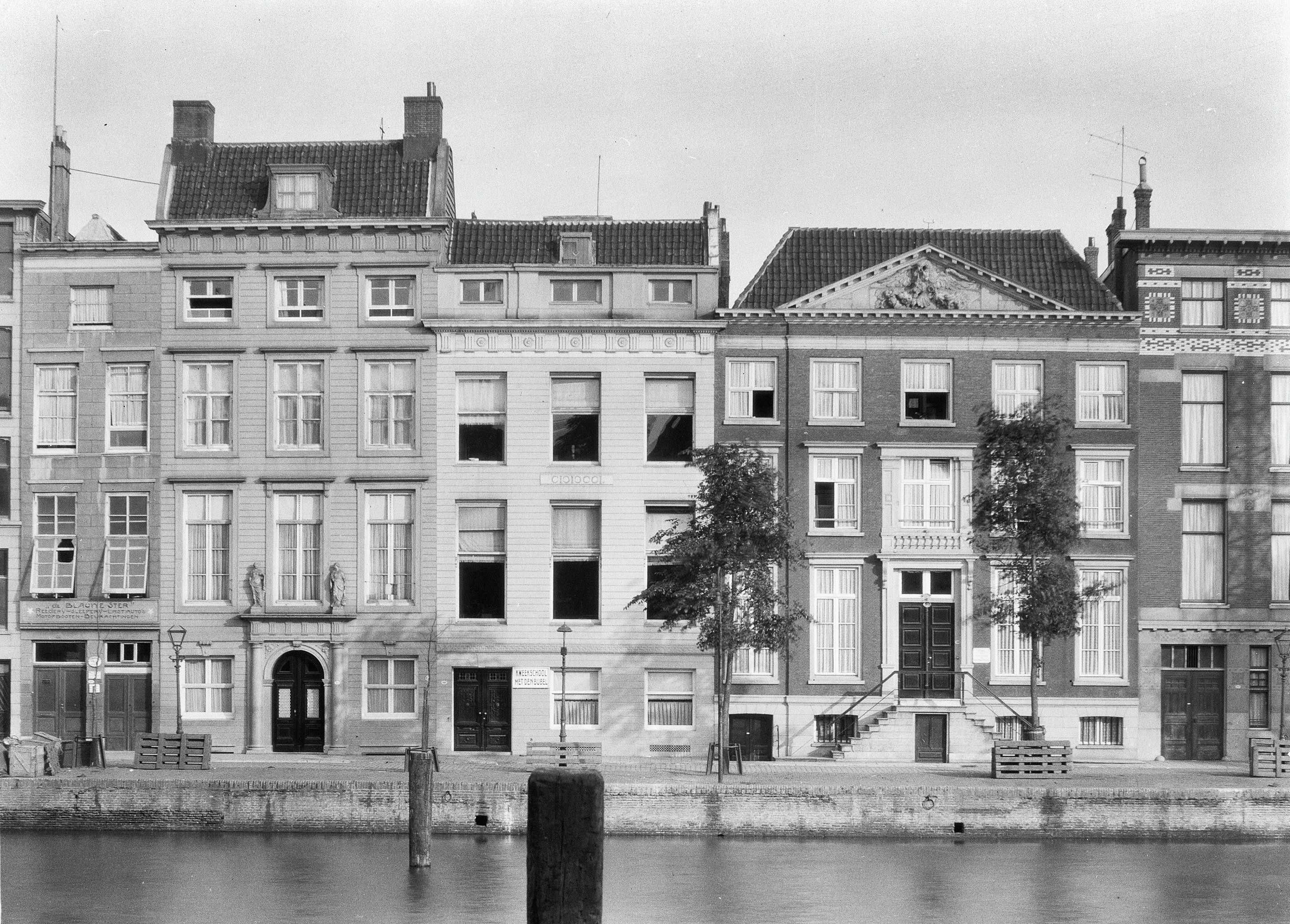
Les mêmes maisons au XXe siècle
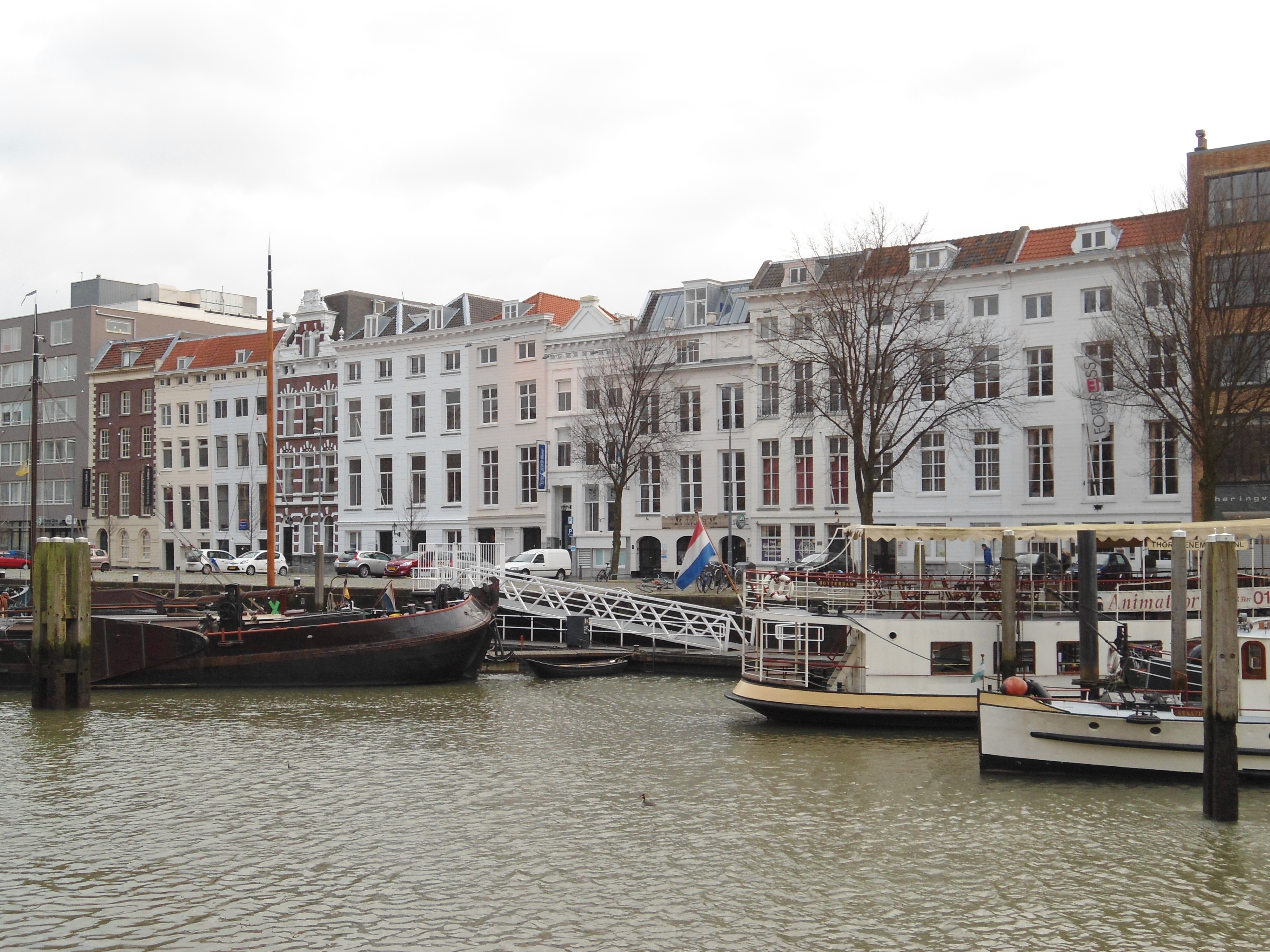
maisons du XVIIe et XVIIIe siècles